# Jorge Gatica
Jorge Paul Gatica Villegas (* 17. Juni 1996 in Santiago) ist ein chilenischer Fußballspieler, der als Mittelfeldspieler eingesetzt wird.

## Karriere
Jorge Gatica begann seine Karriere 2015 bei Santiago Morning in der Primera B. Nach fünf Jahren wechselte er zu Coquimbo Unido in die Primera División, mit dem er zwar abstieg, aber 2021 als Meister den direkten Wiederaufstieg schaffte. Zur Saison 2023 gab er seinen Wechsel zu den Santiago Wanderers bekannt.

## Erfolge
Coquimbo
- Primera B: 2021